# さくらさくら (バンド)
さくらさくらは、日本のガールズロックバンド。

## 概要
石川県金沢市にて結成。
1986年9月28日、ヤマハ音楽振興会主催の「第32回 ヤマハポピュラーソングコンテスト」（通称：ポプコン）に出場してジュニア銀賞を受賞。
1987年、1990年、1991年の3回に渡り、「NAONのYAON」にも出場。
1991年、シングル『女の娘は知っている』にて日本コロムビアからメジャーデビュー。
1993年のシングルリリースを最後に活動終了。

## メンバー
- 高松美砂絵 - ボーカル
  - 1992年にアニメ「美少女戦士セーラームーン」のエンディングテーマ曲であった「HEART MOVING」がムーンライト伝説のカップリングとして収録されソロデビューを果たしている[2]。
- 中村美樹子 - ギター
- 木村里香 - キーボード
- 林万理子 - ベース
- 河村祐美（川村由美）- ドラム

## タイアップ一覧
| 使用年 | 曲名             | タイアップ                      |
| ------ | ---------------- | ------------------------------- |
| 1991年 | Hello!! My Love  | DENON TVCFソング                |
| 1992年 | Take Your Chance | DENON「EXSCENE D-55」TVCFソング |

## 出演

### テレビドラマ
- お交際(つきあい)したい!! ちょっと待ったー（1989年12月2日、TBSテレビ）